# Casanova (Lluçà)
Casanova és una masia de Lluçà (Lluçanès) inclosa a l'Inventari del Patrimoni Arquitectònic de Catalunya.

## Descripció
Edifici amb teulada a dues vessants amb desaigua a les façanes laterals. Les finestres són de pedra treballada i en una llinda hi ha la data de 1698. Adossat a aquest edifici i per la part del davant hi ha un edifici posterior conformant dues galeries tancades per balustrades. A uns 25 metres de la casa hi ha una masoveria i altres dependències agrícoles.